# Folsom (New Jersey)
Pour les articles homonymes, voir Folsom.
Folsom est une municipalité américaine située dans le comté d'Atlantic au New Jersey.
Lors du recensement de 2010, sa population est de 1 885 habitants. La municipalité s'étend sur 8,44 milles carrés (21,86 km2), dont 0,24 milles carrés (0,62 km2) d'étendues d'eau.
Le borough est créé en mai 1906 à partir de Buena Vista Township. Il doit son nom à Frances Folsom, l'épouse du président Grover Cleveland.